# Лысовское сельское поселение (Смоленская область)
Лысовское сельское поселение — упразднённое муниципальное образование в составе Починковского района Смоленской области России.
Административный центр — деревня Лысовка.
Образовано Законом Смоленской области от 28 декабря 2004 года. Упразднено Законом Смоленской области от 20 декабря 2018 года с включением к 1 января 2019 года всех входивших в его состав населённых пунктов в Стодолищенское сельское поселение.

## Географические данные
- Общая площадь: 161,1 км²
- Расположение: юго-восточная часть Починковского района
- Граничило:
  - на северо-востоке — с Шмаковским сельским поселением
  - на юго-востоке — Рославльским районом
  - на юго-западе — с Стодолищенским сельским поселением
  - на северо-западе — с Васьковским сельским поселением
- Крупные реки: Остёр, Стометь.
- По территории поселения проходит автомобильная дорога А141 Орёл — Витебск.

## Население
| 2007 | 2011 | 2012 | 2013 | 2014 | 2015 | 2016 |
| ---- | ---- | ---- | ---- | ---- | ---- | ---- |
| 1004 | ↘726 | ↘708 | ↘675 | ↘666 | ↘660 | ↘651 |
| 2017 | 2018 | 2019 |      |      |      |      |
| ↘635 | ↘614 | ↘600 |      |      |      |      |

## Населённые пункты
В состав поселения входили следующие населённые пункты:
- Лысовка, деревня
- Владимировка, деревня
- Галаевка, деревня
- Доброселье, деревня
- Затишино, деревня
- Заречье, деревня
- Захаровка, деревня
- Ковали, деревня
- Кубарки, деревня
- Ново-Головачи, деревня
- Пятое, деревня
- Самолюбовка, деревня

## Экономика
Сельхозпредприятия, магазины.